# Desegregazione
La desegregazione è un processo volto a porre fine alla segregazione razziale, usato spesso negli Stati Uniti d'America. La desegregazione è stato per molti anni uno degli approcci al movimento per i diritti civili in America, sia prima che dopo il fallimento della Corte Suprema degli Stati Uniti, Brown c/ Board of Education, in particolare volte a porre fine la segregazione razziale nel sistema scolastico pubblico ed i militari, con il suo obiettivo più ambizioso per ottenere l'integrazione razziale.

## Esercito degli Stati Uniti

### Storia antica
A partire dalla guerra di re Filippo nel XVII secolo, americani neri e bianchi prestarono servizio insieme in un ambiente integrato nelle Tredici colonie. Continuarono a combattere fianco a fianco in ogni guerra americana fino alla guerra del 1812. I neri non avrebbero più combattuto in unità integrate fino alla guerra di Corea. Migliaia di uomini neri combatterono nella nuova marina continentale, dalla parte dei coloni ribelli nella guerra d'indipendenza americana.
Durante la guerra civile americana, i neri si arruolarono in gran numero. Erano per lo più afroamericani ridotti in schiavitù che erano fuggiti dal Sud, anche se c'erano anche molti sindacalisti neri del Nord. Più di 180.000 neri prestarono servizio nell'esercito e nella marina dell'Unione durante la guerra civile in unità segregate, note come United States Colored Troops, sotto il comando di ufficiali bianchi. Furono registrati e fanno parte del Civil War Soldiers & Sailors System (CWSS) del National Park Service. Circa 18.000 neri si arruolarono anche nella Marina dell'Unione come marinai, che fanno anche parte del CWSS. 

### Prima e seconda guerra mondiale
Nonostante la NAACP facesse pressioni per l'assunzione di più ufficiali neri, questi ultimi furono gravemente sottorappresentati durante la prima guerra mondiale. Dopo essere entrato in carica, il presidente Woodrow Wilson segregò ufficialmente la marina degli Stati Uniti per la prima volta nella sua storia. 
Durante la seconda guerra mondiale, la maggior parte degli ufficiali erano bianchi e la maggior parte delle truppe nere prestava servizio come camionisti e scaricatori di porto. Nel mezzo della Offensiva delle Ardenne alla fine del 1944, il generale Dwight D. Eisenhower era gravemente a corto di truppe sostitutive per le unità militari esistenti, tutte composte interamente da bianchi. Pertanto, prese la decisione di consentire per la prima volta ai soldati afroamericani di unirsi alle unità militari bianche in combattimento; ciò rappresentò il primo passo verso un esercito degli Stati Uniti desegregato. La decisione di Eisenhower in questo caso fu fortemente osteggiata dal suo stesso capo di Stato maggiore dell'esercito, il tenente generale Walter Bedell Smith, che fu indignato dalla decisione e disse che il pubblico americano si sarebbe offeso per l'integrazione delle unità militari.
Nella seconda guerra mondiale, la Marina degli Stati Uniti sperimentò per la prima volta l'integrazione a bordo dell'USCGC Sea Cloud, poi in seguito sulla USS Mason, (entrambe comandate da Carlton Skinner), una nave con membri dell'equipaggio neri e comandata da ufficiali bianchi. Alcuni la chiamarono "la follia di Eleanor" in onore della moglie del presidente Franklin Roosevelt. Lo scopo della Mason era stato quello di consentire ai marinai neri di prestare servizio in tutti i ruoli (posizioni) anziché essere limitati a steward e mensa, come accadeva sulla maggior parte delle navi. La marina fu pressata per addestrare marinai neri per i ruoli da Eleanor Roosevelt, che insistette affinché venissero assegnati loro i lavori per i quali si erano formati.

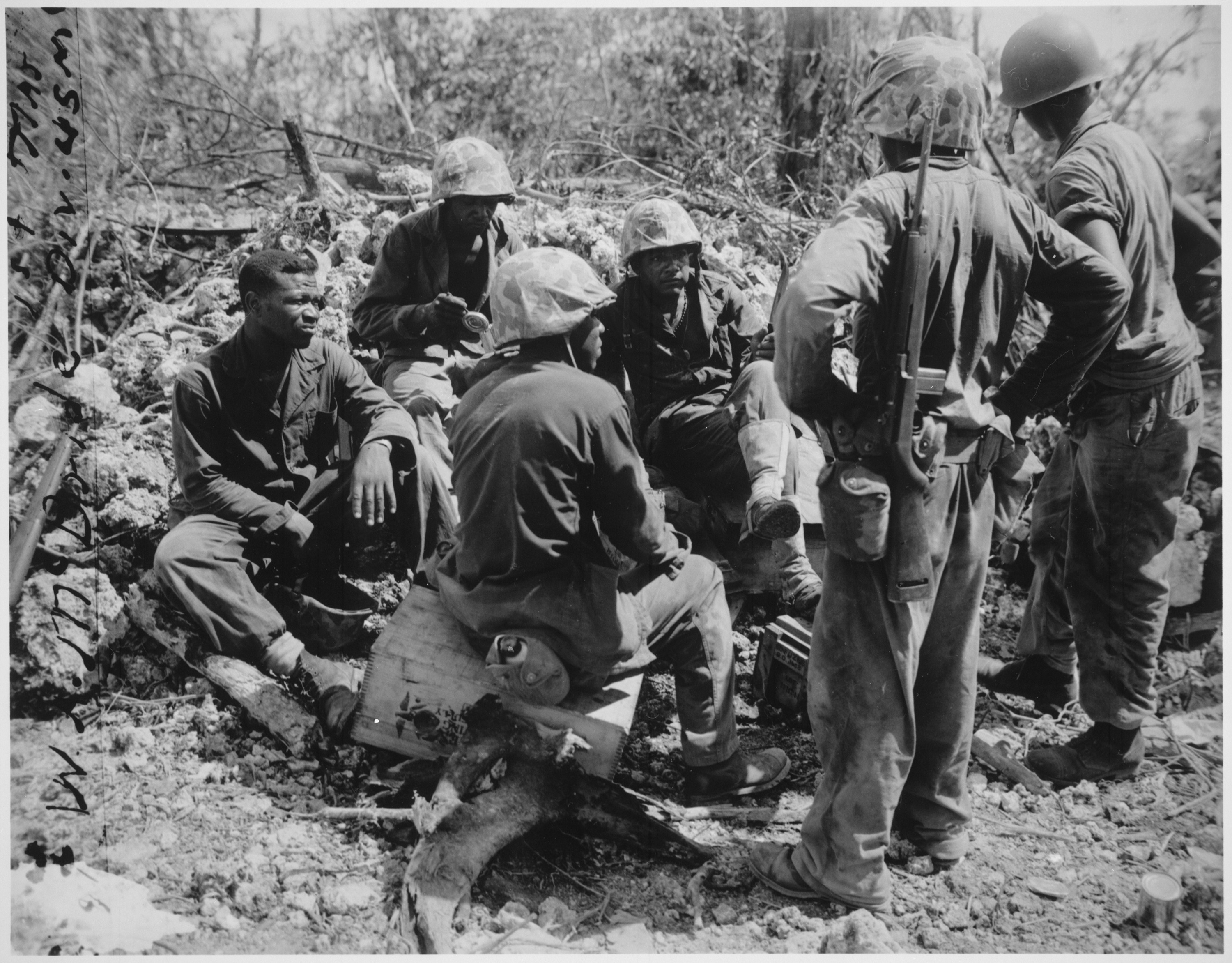
I Seabees "17th Special" con il "7th Marines" a Peleliu hanno fatto notizia a livello nazionale in un comunicato stampa ufficiale della Marina degli Stati Uniti.

La nuova componente della Marina degli Stati Uniti, i Seabees, aveva gli stessi atteggiamenti e approcci radicati, ma finì in prima linea nel cambiamento. Nel febbraio 1942, il CNO, l'ammiraglio Harold Rainsford Stark, raccomandò afroamericani per le valutazioni nei mestieri edili. Ad aprile, la marina annunciò che avrebbe arruolato afroamericani nei Seabees. Nonostante ciò, quegli uomini furono messi in unità segregate, il 34° e l'80° Battaglione di Costruzione Navale (NCBs - Naval Construction Battalions). Entrambi avevano ufficiali bianchi del sud e arruolati neri. Entrambi i battaglioni sperimentarono problemi con questa disposizione, che portò alla sostituzione degli ufficiali. Inoltre, molti dei battaglioni di stivatori (battaglioni di costruzione speciale) furono segregati. Tuttavia, alla fine della guerra, molti di quei battaglioni di costruzione speciale furono le prime unità completamente integrate nella marina degli Stati Uniti. La fine della guerra portò anche alla dismissione di tutte quelle unità.

### Storia moderna
Il 26 luglio 1948, l'Ordine esecutivo 9981 del presidente Harry S. Truman ordinò l'integrazione delle forze armate dopo la seconda guerra mondiale, un importante progresso nei diritti civili. L'uso dell'ordine esecutivo significava che Truman poteva aggirare il Congresso. I rappresentanti del Solid South, tutti democratici bianchi, avrebbero probabilmente ostacolato la legislazione correlata.
Ad esempio, due mesi prima dell'ordine esecutivo di Truman del maggio 1948, Richard B. Russell, senatore democratico della Georgia, tentò senza successo di allegare un emendamento sulla "libertà di selezione" che garantiva alle reclute e ai nuovi reclutati l'opportunità di scegliere se volevano o meno prestare servizio in unità militari segregate al Selective Service Act che era in discussione al Congresso.
Il 12 ottobre 1972, una rivolta razziale si verificò sulla USS Kitty Hawk. "Nonostante la presenza di un ufficiale esecutivo nero, il secondo in comando della nave, molti marinai neri ritenevano di essere sottoposti a punizioni più severe e a incarichi umili a causa della loro razza". 

## Legge statunitense sull'edilizia abitativa
La pratica della segregazione abitativa e della discriminazione razziale ha una lunga storia negli Stati Uniti. Fino al movimento americano per i diritti civili negli anni '60, i quartieri segregati erano applicabili per legge. Il Fair Housing Act pose fine alla discriminazione nella vendita, nell'affitto e nel finanziamento di alloggi basata su razza, colore, religione e origine nazionale. Questa fu la prima legge abitativa contro la discriminazione. L'approvazione di questa legge fu controversa. Doveva essere un seguito diretto del Civil Rights Act del 1964. Tuttavia, dal 1966 al 1967, non riuscì a raccogliere abbastanza sostegno politico per la sua approvazione nel Congresso degli Stati Uniti. A quel tempo, diversi stati avevano approvato le proprie leggi sull'equa edilizia abitativa e il Congresso non era convinto che fosse necessaria una legge federale.
Fu solo dopo l'assassinio di Martin Luther King Jr. il 4 aprile 1968 e le rivolte che ne seguirono che il disegno di legge fu finalmente approvato. Fu firmato in legge l'11 aprile 1968 dal presidente Lyndon B. Johnson, un forte sostenitore. Johnson definì la nuova legge una delle "promesse di un secolo... Proclama che un alloggio equo per tutti, tutti gli esseri umani che vivono in questo paese, è ora parte dello stile di vita americano". Dall'approvazione della legge nel 1968, è stata modificata per includere sesso, stato familiare e disabilità. L'Office of Fair Housing and Equal Opportunity all'interno del Dipartimento della Casa e dello sviluppo urbano degli Stati Uniti è incaricato di amministrare e far rispettare questa legge.

## Sistema educativo statunitense

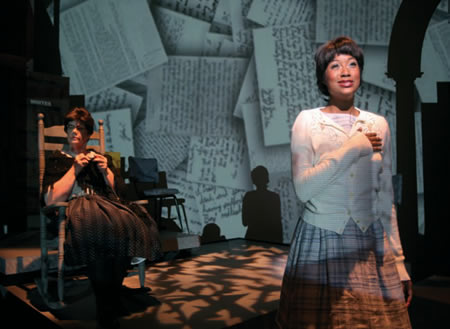
Lettere d'odio scritte alla fine degli anni '50 in merito alla desegregazione alla Little Rock Central High School vengono proiettate sulle attrici Mary-Pat Green e Gia McGlone nella produzione del 2007 dell'Arkansas Repertory Theatre di The Legacy Project: It Happened in Little Rock.

Dopo la sentenza Brown contro l'ufficio scolastico di Topeka (1954), la segregazione legale dei bambini afroamericani nelle scuole è diventata una violazione del XIV emendamento. Nella sentenza Swann contro Charlotte-Mecklenburg Board of Education (1971), la Corte Suprema ha stabilito all'unanimità che il trasporto forzato degli studenti può essere ordinato per ottenere la desegregazione razziale. Tuttavia, gli sforzi di desegregazione scolastica imposti dalla corte sono diminuiti nel tempo.
Un forte declino della produzione manifatturiera nelle città del nord, con uno spostamento di posti di lavoro verso i sobborghi, il sud e l'estero, ha portato ad aumenti nel numero di residenti di tutte le razze nei sobborghi e spostamenti di popolazione dal nord e dalle Grandi Pianure al sud-ovest, al Pacifico nord-occidentale e al sud. In molte città interne del nord-est e del Midwest sono rimasti indietro i neri più poveri e altre minoranze. Secondo Jonathan Kozol, all'inizio del XXI secolo, le scuole statunitensi sono diventate segregate come lo erano alla fine degli anni '60. 
Il Civil Rights Project dell'Università Harvard afferma che la desegregazione delle scuole pubbliche degli Stati Uniti ha raggiunto il picco nel 1988. Nel 2005, la percentuale di studenti neri nelle scuole a maggioranza bianca era a "un livello inferiore a quello di qualsiasi anno dal 1968". 
Alcuni critici della desegregazione scolastica hanno sostenuto che gli sforzi di desegregazione imposti dai tribunali negli anni '60 erano inutili o controproducenti, e alla fine hanno portato alla fuga dei bianchi dalle città alle periferie. I bianchi benestanti e di classe media hanno continuato a spostarsi dalle città alle periferie durante gli anni '70 e in seguito, in parte per sfuggire a certi sistemi scolastici pubblici integrati, ma anche come parte della suburbanizzazione causata dallo spostamento dei posti di lavoro verso le periferie, dal continuo sostegno statale e federale all'espansione delle autostrade e dai cambiamenti nell'economia.
Alcuni genitori bianchi in Louisiana hanno detto che avevano paura di lasciare i loro figli a causa di tutte le folle che circondavano le scuole desegregate. 
Il sociologo David Armor afferma nel suo libro del 1995 Forced Justice: School Desegregation and the Law che gli sforzi per cambiare la composizione razziale delle scuole non avevano contribuito in modo sostanziale al successo accademico delle minoranze. Carl L. Bankston e Stephen J. Caldas, nei loro libri A Troubled Dream: The Promise and Failure of School Desegregation in Louisiana (2002) e Forced to Fail: The Paradox of School Desegregation (2005), sostenevano che la continua disuguaglianza razziale nella società americana più ampia aveva minato gli sforzi per costringere le scuole a desegregare. Sostenevano che la disuguaglianza razziale aveva portato ad associazioni popolari tra successo scolastico e razza. Pertanto, i livelli di successo delle scuole americane erano generalmente associati alla loro classe e composizione razziale. Ciò significava che anche i genitori senza pregiudizi razziali tendevano a cercare quartieri residenziali di classe media o migliori nella ricerca delle migliori scuole per i loro figli. Di conseguenza, i tentativi di imporre la desegregazione ordinata dal tribunale hanno spesso portato alla creazione di distretti scolastici con un numero di studenti bianchi insufficiente per una desegregazione efficace, poiché sempre più studenti bianchi si sono trasferiti in distretti suburbani a maggioranza bianca o in scuole private.

### Asioamericani
La crescente diversità della società americana ha portato a questioni più complesse relative alla scuola e alla proporzione etnica. Nel caso della corte federale del 1994 Ho contro San Francisco Unified School District, i genitori di scolari cinesi americani hanno affermato che le quote razziali (requisiti numerici o quote per l'assunzione, la promozione, l'ammissione e/o la laurea di membri di un particolare gruppo razziale) ai sensi di un decreto consensuale del 1983 costituivano discriminazione razziale in violazione della Equal Protection Clause della Costituzione degli Stati Uniti. Il piano di desegregazione non consentiva a nessuna scuola di iscrivere più del 50% di qualsiasi gruppo etnico. Originariamente intesa per aiutare l'integrazione degli studenti neri, la sentenza ha avuto un effetto negativo sulle ammissioni dei cinesi americani, che erano diventati il gruppo etnico più numeroso del distretto.
Il quotidiano AsianWeek ha documentato la sfida dei genitori cinesi americani. Poiché i cinesi americani erano già quasi la metà della popolazione studentesca, il decreto di consenso ha avuto l'effetto di richiedere alla competitiva Lowell High School di San Francisco, California, di applicare standard di ammissione accademica molto più elevati per gli studenti cinesi americani. Tuttavia, il gruppo per i diritti civili Chinese for Affirmative Action si è schierato con il distretto scolastico, sostenendo che tali standard non erano dannosi per i cinesi americani ed erano necessari per evitare la ri-segregazione delle scuole. Nel 2006, i genitori cinesi hanno continuato a protestare contro le assegnazioni scolastiche basate sulla razza.